# Annemiek van den Boogaart
Annemiek van den Boogaart- Dagelet (Rotterdam, 19 september 1966) is een Nederlands voormalig bowlster. 

## Loopbaan
Van den Boogaart nam op 18 september 1988 deel aan de Olympische Spelen van Seoel, waar zij als achtste eindigde. Bij deze Spelen stond het bowlen als demonstratiesport op het programma. In 1997 won ze driemaal goud en eenmaal zilver op de Europese Kampioenschappen en won zij de Maleisië Open. Ook werd ze gekozen tot 'World Bowler of the Year'. 
In 2003 besloot Van den Boogaart haar bowlingcarrière te beëindigen. Haar laatste toernooi was het 'Ranking Masters' toernooi in Florida. Ze werd hier 21e door een blessure aan haar rechterhand.
Ze gooide twee 300-games in haar carrière, namelijk in Scheveningen en Tilburg. Nadat ze was gestopt kreeg ze van de Nederlandse Bowling Federatie een gouden speldje uitgereikt.
Van den Boogaart is gehuwd met Bart-Jan van den Boogaart (tevens internationaal bowler) en is moeder van een dochter.

## Toernooien
| Jaar | Toernooi                        | Plaats                                                    |
| ---- | ------------------------------- | --------------------------------------------------------- |
| 1984 | Europese Jeugd Kampioenschappen | Goud (dubbels), Zilver (team)                             |
| 1987 | Intermediate Team Cup           | Goud (team), Brons (individueel)                          |
| 1988 | Europese Team Cup               | Brons (individueel)                                       |
| 1988 | Olympische Spelen               | Brons (trios), 8e (individueel)                           |
| 1989 | Europese Kampioenschappen       | Zilver (team), Brons (All Event), Brons (Master)          |
| 1989 | World games                     | Goud (team)                                               |
| 1994 | Europese Team Cup               | Goud (team)                                               |
| 1994 | Europese Cup Individueel        | Brons (individueel)                                       |
| 1994 | AMF World Cup                   | 7e (individueel)                                          |
| 1996 | AMF World Cup                   | 5e (individueel)                                          |
| 1997 | Europese Kampioenschappen       | Goud (dubbels), Goud (trios), Goud (team), Goud (masters) |
| 1997 | Maleisië Open                   | Goud (individueel)                                        |
| 1998 | Europese Team Cup               | Zilver (team)                                             |
| 1998 | Europese Cup Individueel        | Zilver (individueel)                                      |
| 2003 | Florida Ranking Masters         | 21e (individueel)                                         |
| 2006 | Eindhovense Kampioenschappen    | Zilver (dubbels)                                          |
| 2008 | Eindhovense Kampioenschappen    | Goud (singles)                                            |